# 今日和
今 日和（こん ひより、1997年8月21日 - ）は、日本の女子相撲選手。

## 経歴
青森県西津軽郡鰺ヶ沢町出身。少年力士だった兄からの影響を受けて、小学校1年生のときに相撲を始めた。中学生のときは相撲部に所属していたが、高校生になると男女の実力差が大きくなるため、母校である中学校の男子相撲部員を相手に稽古した。2014年と2015年、世界女子ジュニア相撲選手権大会の重量級で優勝した。
小学生の頃から「相撲を世界に広めたい」と望んでおり、青森県立鰺ヶ沢高等学校から2016年に国際関係学部と相撲部の両方がある立命館大学に進学。2018年と2019年の相撲世界選手権では無差別級に出場し、準優勝した。
今日和を取材した短編ドキュメンタリー映画『Little Miss Sumo』は、2018年のロンドン映画祭などで上映されており、日本では2019年に『相撲人』という題名で公開された。2019年にはBBCの「今年の100人の女性」に選出されている。同年8月、第一回わんぱく相撲女子全国大会のYoutube生中継の解説を務めた。
立命館大学国際関係学部卒業後は実業団相撲のアイシン精機相撲部に初の女性部員として加わり、人事部で社員の福利厚生を担当している。同社は「先輩部員との双方の刺激となり、相乗効果が得られる。また、今さんのチャレンジ精神と目標に対する取り組みの姿勢が仕事上でも大いに活躍できると判断した」という。
2018年より国際相撲連盟の選手委員を務め、国内外での競技普及を目指している。将来は日本代表監督や国際相撲連盟理事となり、相撲の五輪競技化のために力を尽くすことを目標としているという。また、近代スポーツとしての相撲のプロ化を考えており、大相撲に人数制限で入門出来ない海外の男子選手のことにも触れ、男女問わない相撲のプロフェッショナルリーグを作ることを提案している。
2023年11月13日、母校の鯵ケ沢高校で行った講演で所属先のアイシン精機を休職して競技をいったん離れることを明らかにした。2024年4月より2年間、JICAの海外協力隊員としてアルゼンチンに派遣され、相撲の指導・普及に取り組むという。

## 大相撲の女人禁制への考え
全国中学校体育大会や全国高校総体など相撲の全国大会で女子部門が設けられておらず、目標を持つことは困難であった。
しかしアマチュア相撲の世界大会に女子部門があることを知り、「日本代表になること」を目標として稽古に励んだ。女子相撲の競技人口・競技会が少ない現状があり、2018年に公開された『Little Miss Sumo』では「男子はプロ(大相撲)に行きたいとか、比較的簡単に将来と相撲を結びつけて考えることができていて。多分、女子は小学校を卒業したら終わったりとか……」と訴えていた。
2021年の実業団入りは、小学校卒業後も相撲を続けた女子選手たちも大学卒業で引退してしまうため、採用する企業を増やしたいと考えたからであると語っている。日本代表としてシニアの国際大会に出場すると、技術や力より「経験差」を感じるという。『日本代表チームが大学生までの若手で戦うしかない現状』を変えるため、相撲を続けたい選手が現役として残れる環境を結果として残したいと望んでいる。
同年9月のNumber Webのインタビューでは『大相撲の女人禁制と闘う女性』として質問をしている記者に対し「BBCのことで注目されるようになってから突然、“ジェンダーに対して戦っている女子相撲選手”になってしまって。相撲が好きで続けてきただけなのに、急に英雄視されるような感じがあって、それって正しいのかな？と正直、少し前まですごく悩んでいたんです」と心中を吐露した。同月の朝日新聞インタビューでは「私がしているアマチュア相撲と大相撲は別物だと思っているので、大相撲の女人禁制は気にならない。単純に(相撲が)近代スポーツとして発展していくことを望んでいる」と断言している。
2022年2月のCNN記事によると、「女性が大相撲の番付に入ることではなく、女性も男性と同様に相撲で生計を立てられるようになること」が夢であると語っており、いかに女子相撲のリーグを立ち上げ、アマチュア相撲をプロ化するかが現在の課題であるとしている。

## 出演

### 映画
- 相撲人 Little Miss Sumo（2018年、Netflix）

### テレビ番組
- 気づきの扉（テレビ朝日、2020年7月30日放送）[19]
- 1億人の大質問!?笑ってコラえて!（日本テレビ、2020年12月16日放送）[20][21]